# Inspecteur Japp
L'inspecteur Japp est un personnage de fiction créé par la romancière Agatha Christie. Il est présent dans plusieurs romans et nouvelles aux côtés d'Hercule Poirot.

## Biographie fictive
L'Inspecteur-chef James Japp, de Scotland Yard, a rencontré Hercule Poirot en Belgique en 1904, alors que Poirot était membre de la police belge et plus tard ils unissent à nouveau leurs forces pour traquer un criminel connu sous le nom de Baron Altara. Ils se rencontrent aussi en Angleterre où Poirot l'aide souvent à résoudre une affaire et lui permet de gagner tous les mérites de la résolution en échange de faveurs spéciales.
Il est grand, a des yeux perçants et des cheveux noirs.
Japp est, de l'avis de Poirot, enclin à tirer des conclusions trop hâtives et à ne pas faire assez fonctionner ses « petites cellules grises ».

## Apparitions
L'inspecteur Japp apparaît dans sept romans et douze nouvelles :

### Romans
- La Mystérieuse Affaire de Styles (The Mysterious Affair at Styles, 1920)
- Les Quatre (The Big Four, 1927)
- La Maison du péril (Peril at End House, 1932)
- Le Couteau sur la nuque (Lord Edgware Dies, 1933)
- La Mort dans les nuages (Death in the Clouds, 1935)
- A.B.C. contre Poirot (The A.B.C. Murders, 1936)
- Un, deux, trois... (One, Two, Buckle My Shoe, 1940)

### Nouvelles
- L'Enlèvement du Premier ministre (The Kidnapped Prime Minister, 1923)
- L'Affaire du bal de la Victoire (The Affair at the Victory Ball, 1923)
- La Disparition de M. Davenheim (The Disappearance of Mr Davenheim, 1923)
- L'Express de Plymouth (The Plymouth Express, 1923)
- L'Aventure de l'appartement bon marché (The Adventure of the Cheap Flat, 1923)
- Le Mystère de Hunter's Lodge (The Mystery of Hunter's Lodge, 1923)
- Le Mystère de Market Basing (The Market Basing Mystery, 1923)
- La Femme voilée (The Veiled Lady, 1923)
- Feux d'artifice (Murder in the Mews, 1936)
- Les Travaux d'Hercule (The Labours of Hercules, 1947), trois nouvelles sur les douze du recueil

## Adaptations

### Adaptations cinématographiques
Melville Cooper
Melville Cooper incarne l'inspecteur Japp en 1931 dans le film Black Coffee aux côtés d'Austin Trevor en Hercule Poirot.
-  1931 : Black Coffee, film britannique réalisé par Leslie S. Hiscott, d'après Black Coffee.

John Turnbull
John Turnbull joue l'inspecteur Japp en 1934 dans le film Lord Edgware Dies aux côtés d'Austin Trevor en Hercule Poirot.
-  1934 : Lord Edgware Dies, film britannique réalisé par Henry Edwards, d'après Le Couteau sur la nuque.

Maurice Denham
Maurice Denham interprète l'inspecteur Japp en 1965 dans le film ABC contre Hercule Poirot aux côtés de Tony Randall en Hercule Poirot.
-  1965 : ABC contre Hercule Poirot (The Alphabet Murders), film britannique réalisé par Frank Tashlin, d'après A.B.C. contre Poirot.

### Adaptations télévisuelles
Gert Haucke
Gert Haucke incarne l'inspecteur Japp en 1973 dans le téléfilm Black Coffee aux côtés de Horst Bollmann en Hercule Poirot.
-  1973 : Black Coffee, téléfilm ouest-allemand initialement diffusé le 3 août 1973 sur la ZDF, d'après Black Coffee.

David Suchet
David Suchet interprète l'inspecteur Japp en 1985 dans le téléfilm Le Couteau sur la nuque aux côtés de Peter Ustinov dans le rôle d'Hercule Poirot. Quatre ans plus tard, ce sera à son tour de donner vie au célèbre détective belge dans la série Hercule Poirot de 1989 à 2013.
-  1985 : Le Couteau sur la nuque (Thirteen at Dinner), téléfilm américain initialement diffusé le 19 septembre 1985, d'après Le Couteau sur la nuque.

Philip Jackson
Philip Jackson joue le rôle de l'inspecteur Japp dans la série Hercule Poirot aux côtés de David Suchet dans le rôle-titre. Pour pouvoir répondre aux contraintes d'une série, les producteurs ont fait de l'inspecteur un personnage principal. Le rôle de Japp est donc bien plus important que dans les romans : il est présent dans tous les épisodes de 1989 à 2001 même s'ils sont adaptés de nouvelles ou romans dont il est absent. Il revient en 2013 pour un épisode de la treizième et dernière saison de la série.
-  1989-2001, 2013 : Hercule Poirot (Agatha Christie's Poirot), série britannique diffusée sur ITV.

Kevin McNally
L'inspecteur Japp coule une retraite paisible en s'occupant de son jardin. Il a été remplacé par l'inspecteur Crome, interprété par Rupert Grint. Hercule Poirot est aussi à la retraite et voit l'inspecteur Japp s'écrouler lors du premier volet (toutes versions confondues), foudroyé par un infarctus.
-  2018 : ABC contre Poirot (The ABC Murders) (mini-série)

#### Série animée
L'Inspecteur Japp est présent dans cinq épisodes de la série animée japonaise Agatha Christie's Great Detectives Poirot and Marple de 2004. Le personnage est renommé Inspecteur Sharpe, le nom Japp ayant le même prononciation que le terme Jap, abréviation du mot « japonais » en anglais. La série en trente-neuf épisodes suit les aventures Mabel West, assistante du détective Hercule Poirot, qui vient parfois rendre visite à sa grand-tante Miss Marple. La voix originale japonaise est doublée par Yūsaku Yara.
- 2004 : Agatha Christie's Great Detectives Poirot and Marple (アガサ·クリスティーの名探偵ポワロとマープル), série animée japonaise diffusée sur NHK.